# Pemmó de Friül
Pemmó (o Pennó) va ser duc de Friül durant vint-i-sis anys, des de vers el 706 fins a la seva mort. Era el fill de Billó de Belluno. Pau el Diaca, nascut en el regnat de Pemmó, el defineix com "home intel·ligent i útil a la pàtria" (Historia Langobardorum, VI, 26).
Pemmó va arribar al ducat en el moment en una recent guerra civil havia assolat el país longobard i molts nobles havien mort en lluita contra els eslaus al Friül. Pemmo va criar a la seva pròpia casa als fills dels nobles morts a la guerra o en la batalla contra els eslaus, i els va considerar com els seus propis fills.
Com molts dels seus predecessors, ell també va haver de fer front als eslaus, lliurant tres guerres contra els eslaus de Caríntia als que va derrotar i obligar a acceptar les seves condicions en un tractat de pau; la batalla decisiva va tenir lloc al poble de Lauriana i, segons Pau el Diaca, va acabar amb l'aniquilació dels invasors contra una pèrdua reduïda dels llombards 
També Pemmó es va enfrontar amb Calixte (Callisto), patriarca d'Aquileia, resident a Cormons que tenia el suport del rei Luitprand. El patriarca estava en desacord amb el bisbe de Zuglio, Fidenzio, que havia traslladat la seva seu a Cividale; el successor de Fidenzio, Amador, va confirmar el trasllat i Calixte ho considerava inconvenient per la proximitat de Cividale a la seva pròpia seu, i el va deposar. Pemmó, en resposta, va detenir el patriarca i el va empresonar sota unes condicions força dures al castell de Pozio. Per això, el rei Liutprando va marxar al Friül i va deposar Pemmó nomenant duc al fill d'aquest, Ratquis, considerat més fidel o més proper al rei. Pemmó va fugir amb els seus seguidors, però el seu fill es va assegurar el seu perdó.
Pemmo va deixar tres fills de Ratperga: Ratquis (Ratchis), Ratchait i Astolf (o Aistulf); el primer i el darrer es van convertir successivament en ducs de Friül i després reis longobards d'Itàlia